# Schulstraße 10 (Gütersloh)

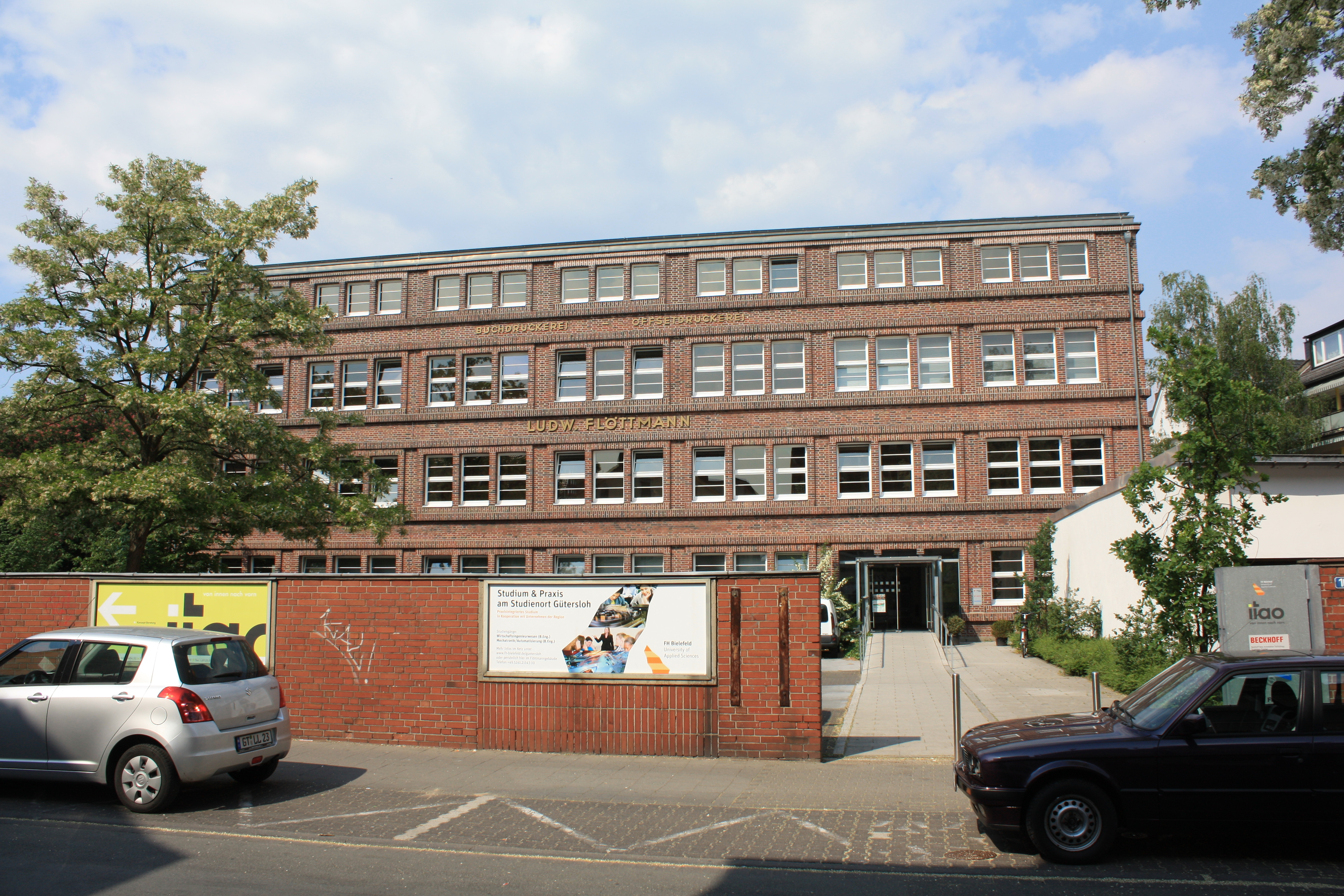
Druckereigebäude „Ludw. Flöttmann“ (2011)

Die Schulstraße 10 („Flöttmann-Haus“) ist ein Baudenkmal im Zentrum von Gütersloh. Das Industriegebäude wurde 1924 im Bauhausstil errichtet und steht seit 1994 unter Denkmalschutz.

## Geschichte
1866 gründete Ludwig Flöttmann im Gütersloher Stadtteil Sundern eine Druckerei. Das Handwerk des Steindruckers hatte er bei Bertelsmann gelernt. 1879/1880 erwarb Flöttmann ein Wohn- und Geschäftshaus an der Kökerstraße neben dem heutigen Stadtmuseum und verlegte den Betrieb dorthin. 1903 druckte Flöttmann das erste Adressbuch der Stadt.
In den 1920er Jahren stellte das Unternehmen weitgehend auf Offsetdruck um. Um mehr Platz für größere Maschinen zu schaffen, wurde 1928 ein neuer Industriebau an der Berliner Straße errichtet. In den 1950er Jahren gab Flöttmann vollständig den Steindruck auf und modernisierte den Hauptstandort. In diesem Zusammenhang wurde die Zufahrt zum Gelände von der Berliner Straße an die Schulstraße verlegt.
1999 musste die Druckerei Flöttmann Insolvenz anmelden. Der Druckereibetrieb wurde abgewickelt. Die übrigen Unternehmensteile bildeten den Grundstein des heutigen Flöttmann Verlags. Die frei gewordenen Flächen der ehemaligen Druckerei wurden saniert und an die it-akademie ostwestfalen gGmbH vermietet. Die Tochtergesellschaft der gemeinnützigen Bertelsmann Stiftung und der Industrie- und Handelskammer Ostwestfalen zu Bielefeld nutzte von Juli 2000 bis Mitte 2003 das erste und zweite Obergeschoss.
Seitdem werden Teile des Gebäudes als Campus Gütersloh der Hochschule Bielefeld genutzt. Der Flöttmann-Verlag ist nach wie vor im Gebäude ansässig.

## Beschreibung
Das Gebäude an der Schulstraße 10 wurde im Bauhausstil erbaut. Die Gebäudefront ziert der Schriftzug „Druckerei Offsetdruckerei Ludw. Flöttmann“ in goldfarbenen Versalien, die auf den Bauherrn hinweisen. Vor dem Haupteingang befindet sich eine Hoffläche, die als Parkplatz genutzt wird.
Über den rechteckigen Grundriss erstrecken sich das Keller- und das Erdgeschoss sowie drei Obergeschosse. Diese bieten jeweils eine Nutzfläche von rund 700 Quadratmetern.
Die Südseite des Gebäudes verfügt über dreigliedrige Holzfenster, die zu einer hohen Tageslichtorientierung führen. Zu den tragenden Elementen zählen die Gebäudehülle und das innenliegende Treppenhaus, sodass die Grundrisse der Nutzflächen an wechselnde Nutzungsformen angepasst werden konnten.
Die Zentralheizung hat einen Gasbrennwertkessel. Auf den oberen Etagen befinden sich Warmwasser- und Röhren-Radiatoren mit Thermostatventil. Die Elektroinstallation ist nach EIB-Technik hergestellt.